# Parque nacional de Nuuksio
El Parque Nacional de Nuuksio (en finés: Nuuksion kansallispuisto, en sueco: Noux nationalpark) es uno de los 35 parques nacionales de Finlandia y el más cercano a Helsinki. Está situado en los términos municipales de Espoo, Kirkkonummi y Vihti. Su superficie es de 45 kilómetros cuadrados y fue establecido en 1994.
La zona de Nuuksio, situada a unos 30 kilómetros de Helsinki, tiene un terreno pantanoso y peñascoso, marcado por varios lagos pequeños (casi 150 lagos y lagunas).
Por su terreno difícil para el paso, la zona ha permanecido casi sin construir. Hay población solamente cerca de las orillas de la zona y junto a las carreteras de los valles. El uso recreativo de la zona boscosa ha ido aumentando y ahora son 178 000 personas que visitan el parque natural cada año.

## Flora y fauna

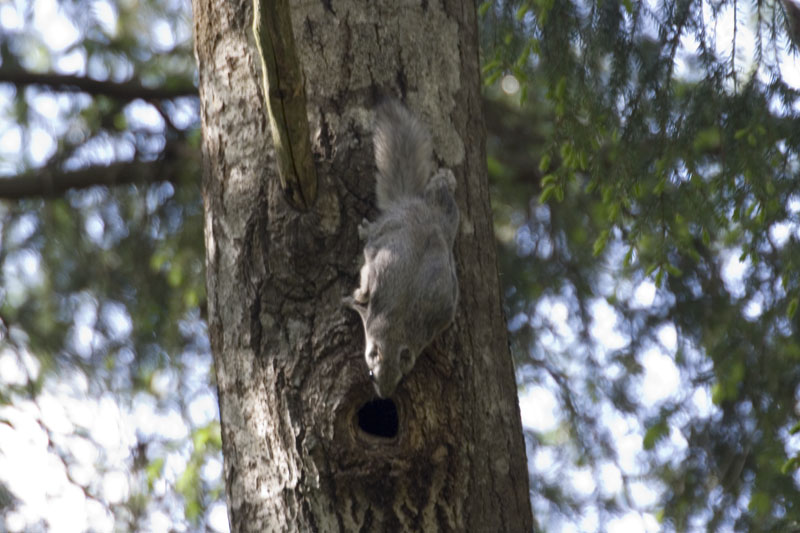
La ardilla voladora vive en los bosquecillos de Nuuksio.

El parque cuenta con la presencia de varias decenas especies amenazadas de animales, plantas y hongos. El animal emblemático del parque es la ardilla voladora (pteromys volans). Se ha encontrado casi 200 bosquecillos habitados por este animal en la zona.
Los bosques tenebrosos del parque natural son excepcionales en el área metropolitana de Helsinki. Los bosquecillos de nogales y los bosques de tilos son excelentes puntos de visita. Grandes árboles, como por ejemplo robles de 450 años de edad, pueden ser observados sobre todo alrededor del Lago Bodom. Arroyos, fuentes y pantanales salpican el terreno boscoso.
Nuuksio es uno de los destinos favorecidos por los aficionados a la ornitología. Existen unos miradores de observación de aves, muy aptos para observar las migraciones de primavera y de otoño. Urogallos, colimbos árticos y colimbos chicos son algunas especies de aves que pueblan la zona.

## Lagos y peñas

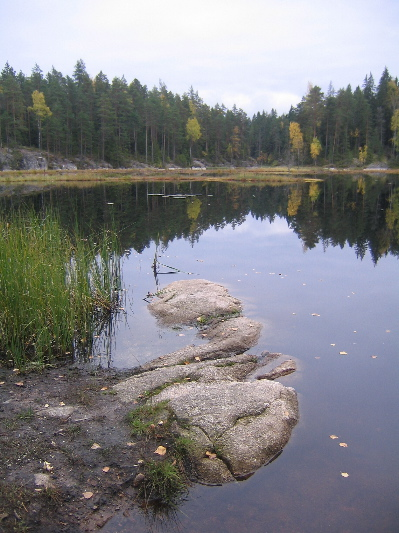
Lago Mustalampi en el parque nacional de Nuuksio.

La mayoría de los lagos de Nuuksio son demasiado pequeños para el canotaje, pero los más grandes lo permiten. El lago más grande es Pitkäjärvi. En su orilla del sur, se encuentra una pintura rupestre de la Edad de Piedra, que representa un alce. En verano, la pintura puede ser observada solo por vía lacustre. 
En invierno, los lagos se congelan y ofrecen buenas oportunidades para patinaje y para ir en tobogán. Las rutas del senderismo por su parte, se convierten en pistas de esquí.  
El paisaje de Nuuksio es dominado por los lagos y las peñas que se erigen entre los primeros. Los cerros más grandes alcanzan a más de 100 metros. Algunos de ellos se erigen a unos 70 metros encima del nivel de los lagos y, por eso sirven para contemplar paisajes del alrededor. Los despeñaderos son frecuentados por los aficionados a la escalada en roca. La zona de Nuuksio tiene también varias cuevas.